# Casgar

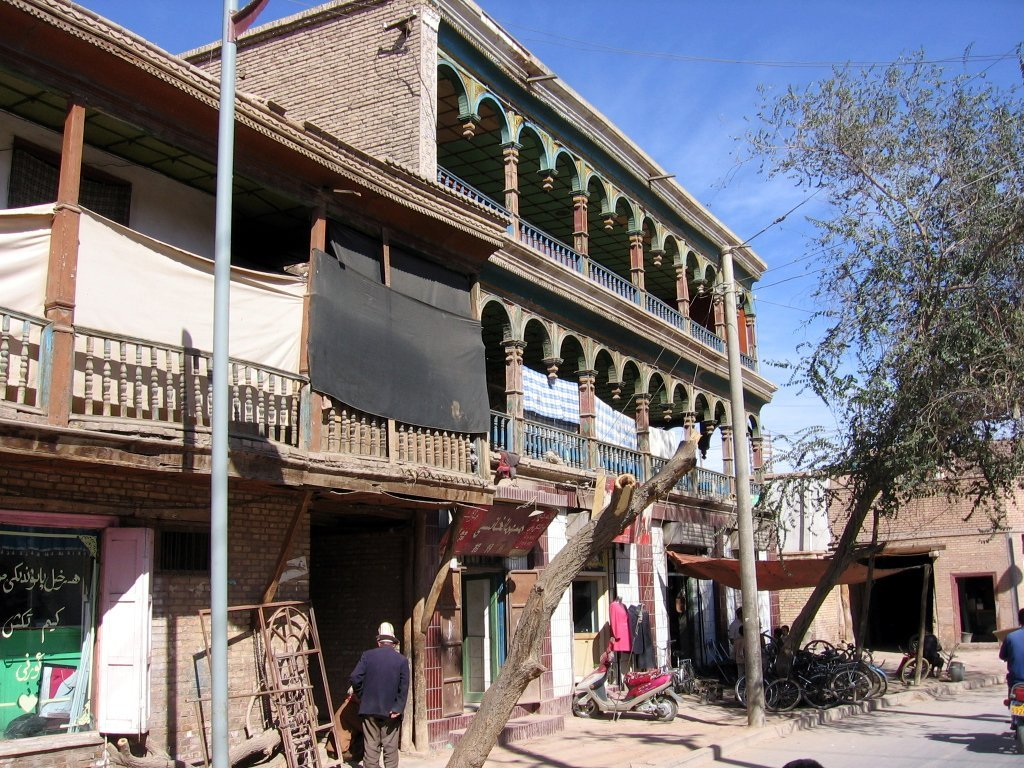
Parte central antiga da cidade de Casgar

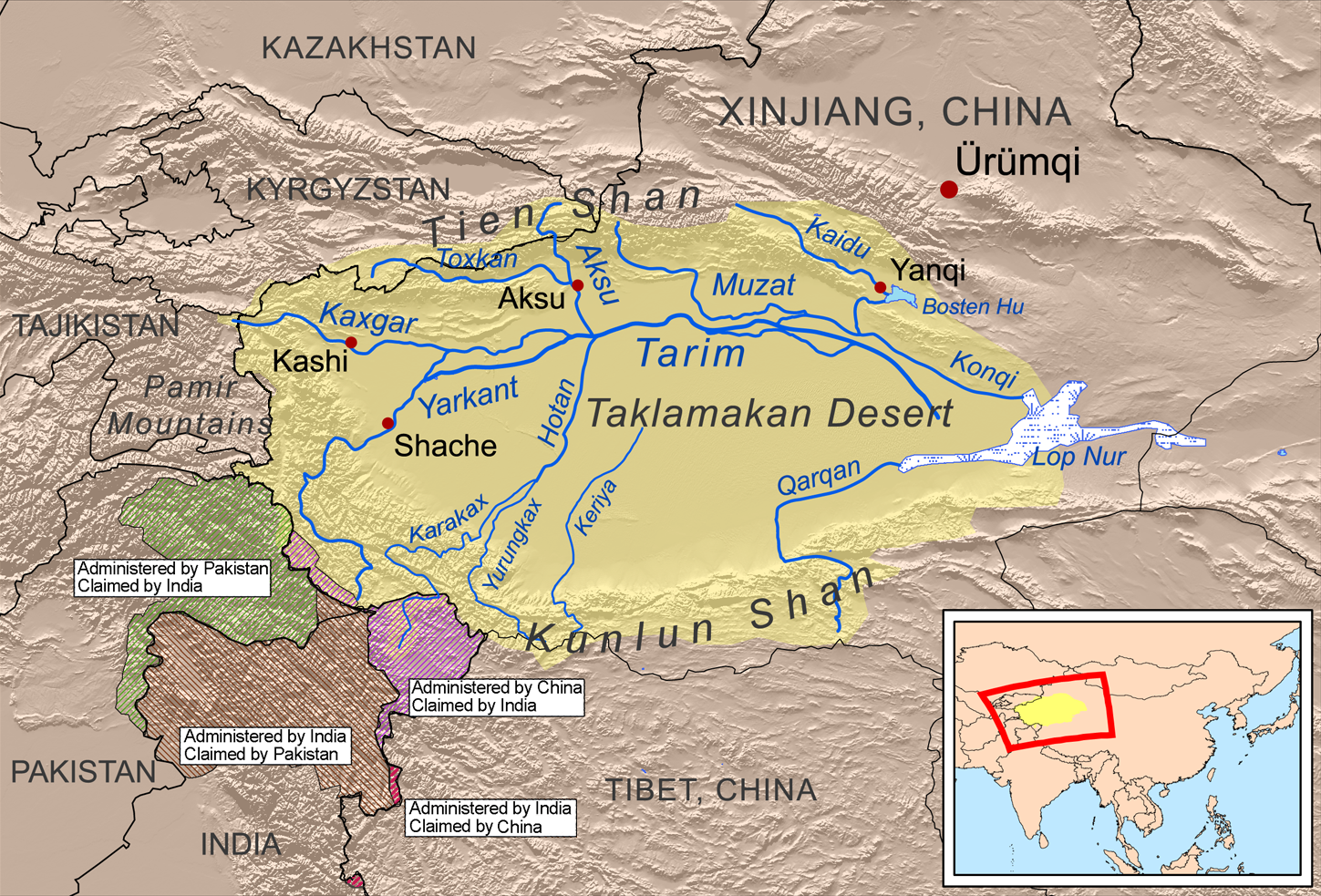
Localização de Casgar na Bacia do Tarim

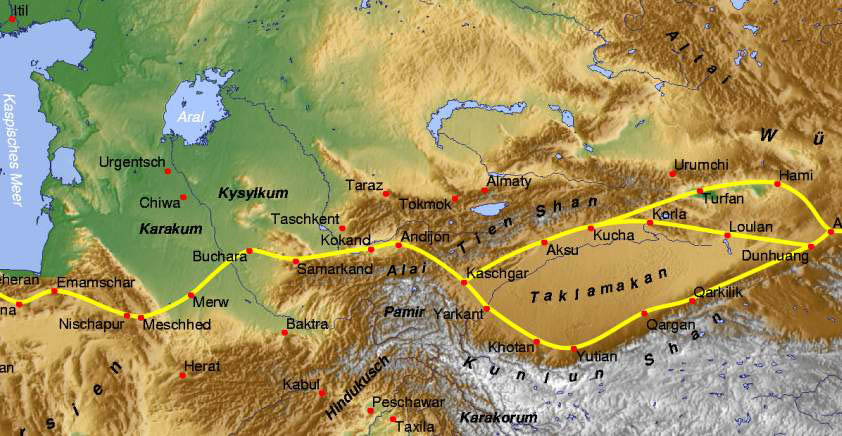
Casgar ao oeste do Deserto de Taclamacã, na Rota da Seda

Casgar ou Caxegar, grafada Cascar em fontes antigas e Kashgar (em uigur: قەشقەر; romaniz.: K̢ǝxk̢ǝr), Kashi (em chinês simplificado: 喀什, pinyin: Kāshí), Kashagiri e Srikrirati (em sânscrito: काशगिरि) em várias línguas, é uma cidade-oásis situada na parte ocidental da Região Autônoma Uigur de Sinquião, na China. O município tem 294,21 km² de área e em 2003 tinha 351 874 habitantes (densidade: 1 196 hab./km²). É o centro administrativo da prefeitura homônima, que tem uma área de 162 000 km² e uma população de cerca de 3,5 milhões de habitantes.
A cidade situa-se a oeste do deserto de Taclamacã, no sopé das montanhas Tian Shan, a uma altitude de 1 290 m, no cruzamento entre as rotas que provêm do vale do Amu Dária, de Cocanda e Samarcanda, Almati, Aksu e Cotã, o que a converteu num importante centro político e comercial quase desde a sua fundação. Sua temperatura anual média é de 11,7 °C, com uma mínima de -24,4° em janeiro de máximas de até 40,1° em julho.
A cerca de 200 km a oeste da actual cidade, mesmo na fronteira com o Quirguistão, passava a antiga Rota da seda. A estrada do Caracórum une Islamabade, a capital do Paquistão, com Casgar, atravessando o passo Khunjerab.
Casgar tem uma importante comunidade muçulmana devido à destacada presença de uigures. Na cidade tem lugar a cada domingo um importante mercado a que acorrem numerosos agricultores da zona.

## História
A primeira menção autêntica de Casgar produziu-se durante o período da dinastia Hã, quando os chineses conquistaram Hiungnu, Yutien (Cotã), Sulei (Casgar) e um grupo de estados na bacia do rio Tarim. Tal ocorreu no ano 76 a.C.. Nessa época, Casgar ainda não era conhecida no ocidente.
A região converteu-se ao budismo e cresceu rapidamente ao mesmo tempo que se desenvolviam as rotas comerciais entre Oriente e Ocidente.
No livro de Han, a história da época Han, que cobre o período compreendido entre 125 a.C. e 23 d.C., descreve-se que em Casgar havia 1 510 casas, 18 647 habitantes e que 2 000 delas eram capazes de utilizar armas. Durante o período compreendido entre os anos 25 e 170, as residências aumentaram até às 21 000.

### Xiongnu
Casgar, tal como outros reinos do oeste, ficou sob o domínio dos Xiongnu que se dedicaram a cobrar impostos excessivos que os reinos não podiam comportar. Em meados do período Jianwu (25–55), os reinos mandaram enviados para solicitar a união com o Reino do Meio e expressar o desejo de que se lhes concedesse um Protector-Geral. O imperador Guangwu (25-47) decidiu que, já que o império ainda não estava bem estabelecido, não tinha tempo para se dedicar a assuntos externos pelo que negou o seu consentimento.
Entretanto, os Xiongnu foram-se debilitando. O rei de Suojo (Yarkand, de nome Xian, destruiu diversos reinos. Após a morte de Xian, estes reinos atacaram uns aos outros. Xiao Yuan, Jingjue, Ronglu, e Qiemo foram anexados por Shanshan (a região do Lop Nor, com capital próximo da moderna Ruoqiang). Qule e Pishan foram conquistados por Yutian (Khotan). Yuli, Danhuan, Guhu e Wutanzili foram destruídos por Jushi (Turfan) embora mais tarde estes reinos tivessem sido restabelecidos

### Império Cuchana
No período entre 114 e 120, o rei Anguo de Casgar exilou o seu tio materno, Chenpan, e mandou-o embora com os cuchanas. Anguo morreu sem deixar descendentes e a sua mãe foi com o encargo de governar o reino. Finalmente, foi o seu sobrinho, filho de Chenpan, que foi designado como herdeiro do trono de Casgar.
Por volta de 116, os cuchanas, sob o governo de Canisca I (r. 127–150), estabeleceram um reino centrado em Casgar, que controlava também Cotã e Iarcanda, antigas dependências chinesas da bacia do Tarim, no actual Sinquião. Introduziram a escrita brâmane, o idioma indiano prácrito para a administração e expandiram a influência da arte greco-búdica que se desenvolveu na arte seríndia.

### Dos Três Reinos aos Sui
Este período caracteriza.se pela ausência de informação histórica sobre Casgar e a bacia do Tarim em geral.
O Weilue, escrito no segundo terço do século III, menciona uma série de estados que dependiam de Kashgar: o reino de Zhenzhong, o de Suojo, o de Jieshi, Qusha, Xiye, Yinai, Manli, Yire, Yuling, Juandu, Xiuxiu e Qin. A informação sobre as regiões do oeste contida no Weilue termina no ano 170, quase no final do período dos Han.
Em 270, quatro estados das regiões do oeste tinham que apresentar tributo: Caraxar, Turfã, Xanxã e Cucha. Alguns documentos em madeira encontrados na zona arqueológica de Niya indicam também que estes contratos se mantiveram com Casgar e Cotã.
Em 442, Bilong, rei de Shanshan, chegou a uma corte de "trinta e seis estados nas regiones do oeste". Crê-se que entre estes estados estaba o de Kashgar.
Nos inícios do século VI, Casgar era um dos numerosos territórios controlados pelos Yeda ou Hunos brancos mas o seu império foi derrubado entre 563 e 567 depois de um violento ataque dos turcos do oeste que mantiveram o controlo de Casgar e outros estados na bacia do rio Tarim.

### Adinastia Tangue
Nos inícios da dinastia Tangue, em 618, começou uma luta prolongada entre a China e os turcos do oeste para controlar a bacia do Tarim.
Em 653, os anais dos Tang falam de uma embaixada no reino de Casgar. Em 639 uma segunda embaixada que trazia produtos de Casgar funcionava como símbolo de submissão.
Xuanzang passou por Casgar (chamava-lhe Caxa) em 644 na sua viagem de regresso da Índia para a China. A religião budista, que então estava em decadência na Índia, estava em pleno esplendor em Casgar. Os escritos de Xuanzang explicam que em Casgar se encontravam abundantes flores e frutas, e que tinham uma língua baseada na da Índia mas diferente da de outros países. Os habitantes de Casgar eram fervorosos devotos do budismo e podiam-se encontrar algumas centenas de mosteiros.
EM 646, quando o imperador turco pediu a mão de uma princesa chinesa, o imperador reclamou como dote Cucha, Cotã, Casgar, Saricol e Caraxar, embora este matrimónio não tenha chegado a acontecer.
Numa série de campanhas entre 652 e 658, com a ajuda dos uigures, os chineses derrotaram finalmente os turcos do oeste e tomaram o controlo de todos os seus domínios, incluindo os da bacia do Tarim. Em 662 rebentou uma rebelião nas regiões do oeste e o exército chinês acudiu à zona para a proteger. Foi derrotado pelos tibetanos a sul de Casgar. Depois de outra derrota das forças chinesas em 670, os tibetanos tomaram o controlo da região e subjugaram Casgar em 676. Mantiveram controlo sobre a cidade até 692, momento no qual a China retomou o controlo de suas antigas possessões, controlo esse que manteve durante os seguintes 50 anos.

### Invasão árabe
No século VIII chegou do oeste a invasão dos árabes. Casgar e o Turquistão ajudaram a rainha regente Bucara a repelir o inimigo. O Islão implantou-se nos estados independentes do Turquistão, convertendo-se numa influência cada vez mais importante. Só no século X é que a religião muçulmana se implantou em Casgar.

### Os uigures
Pensa-se que os uigures sejam descendentes dos Tolas, uma das tribos de origem túrquica que emigraram para a China. O príncipe Bugra Cã, o mais famoso deste povo, converteu-se ao Islão em finais do século X. O reino uigure durou até 1120 mas esteve sempre envolto em lutas dinásticas. Os uigures empregavam um alfabeto baseado no sírio e tomado dos missionários nestorianos.

### Os mongóis
O reino dos uigures foi destruído pela invasão dos caraquitais, outro povo de origem túrquida que, por sua vez, foram eliminados em 1219 por Gengis Khan. Esta invasão reforçou e desenvolveu a expansão do credo muçulmano.
Marco Polo visitou esta cidade, a que chamou Cascar, no ano de 1273 ou 1274. Os escritos de Marco Polo assinalam a presença na cidade de numerosos cristãos que tinham as suas próprias igrejas de culto.
Em 1389-1390, Tamerlão destruiu Casgar e Andijã. Casgar entrou num período tormentoso e em 1514 foi destruída por Mirza Ababacar que, com a ajuda de 10.000 homens, construiu um novo forte com defesas massivas na margem do rio Tumã. A dinastia dos cãs do Canato de Chagatai foi derrubada em 1572 com o desmembramento dos condados entre grupos rivais; apareceram duas facções dos cojas, os montanheiros brancos e os negros, que, entre guerras e conflitos, preenchem a história de Casgar até 1759.

### Guarnição chinesa
Em 1759, um exército chinês invadiu Casgar e, depois de diversos massacres, consolidou finalmente a autoridade estabelecendo uma guarnição manchu e enviando colonos chineses.
Os chineses queriam ampliar as suas conquistas até Samarcanda, cujos chefes solicitaram ajuda ao rei afegão Amade Xá Durrani. Este monarca enviou um emissário a Pequim para solicitar a restituição dos estados muçulmanos da Ásia Central, mas este emissário não foi bem recebido. Os chineses mantiveram Casgar com pequenas interrupções devido a revoltas muçulmanas.
A revolta ocorrida em 1829 terminou com a concessão de importantes privilégios comerciais aos muçulmanos no distrito de Alti Xar. Até 1846 houve paz na zona.

### A revolta de 1862

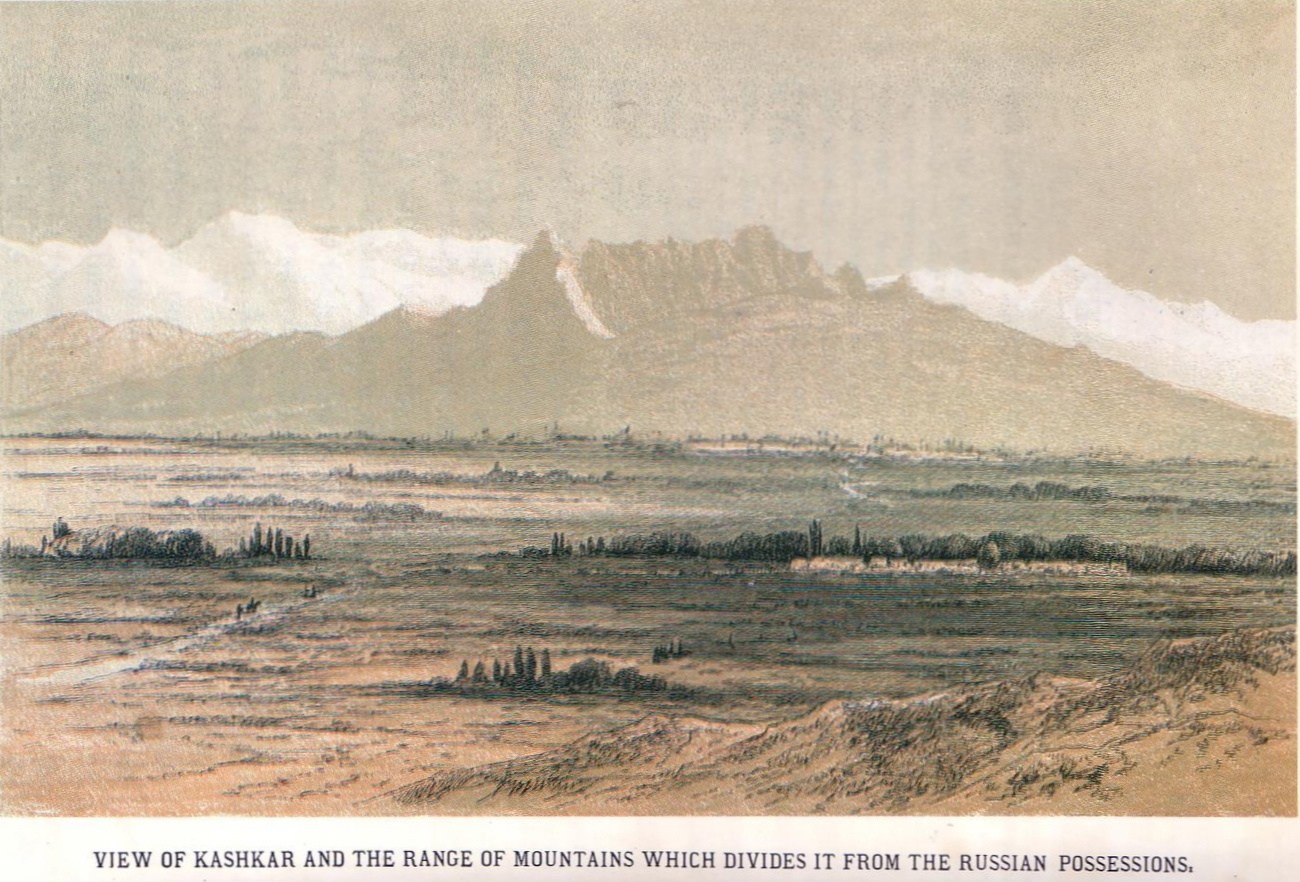
Imagem de Casgar em 1868

A grande revolta Ttingani, ou insurreição dos chineses muçulmanos iniciada em 1862 em Cansu, estendeu-se com rapidez por toda a bacia do Tarim.
Em agosto de 1863 as tropas Tungani massacraram milhares de chineses, enquanto que os habitantes de Casgar, revoltados contra os seus amos, invocaram a ajuda de Sadique Begue, um chefe quirguiz que enviou tropas para ajudar os seus irmãos muçulmanos em Casgar. Sadique Begue marchou para Casgar que tinha caído em mãos de Buzurgue Cã mas foi derrotado e regressou a Cocanda.
Com o desaparecimento do governo chinês na zona em 1865 e a chegada ao poder de Iacube Begue, as indústrias de Casgar começaram a decair. Casgar e outras cidades da bacia do Tarim ficaram sob o poder de Iacube Begue até 1877, ano em que morreu e chineses retomaram o controlo da cidade.

Túmulo de Apaque Coja (Apakh Hoja)

## Lugares de interesse

Galeria
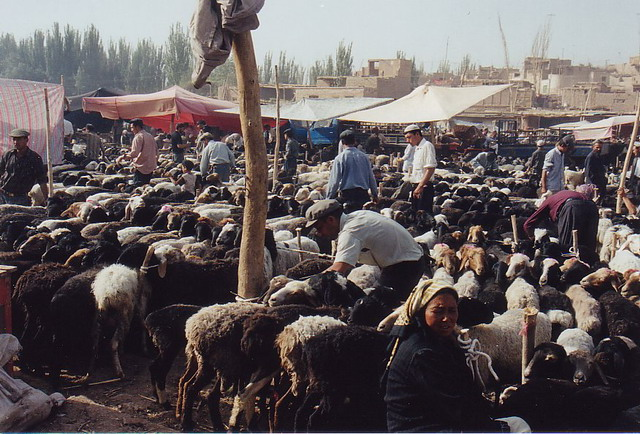
Mercado
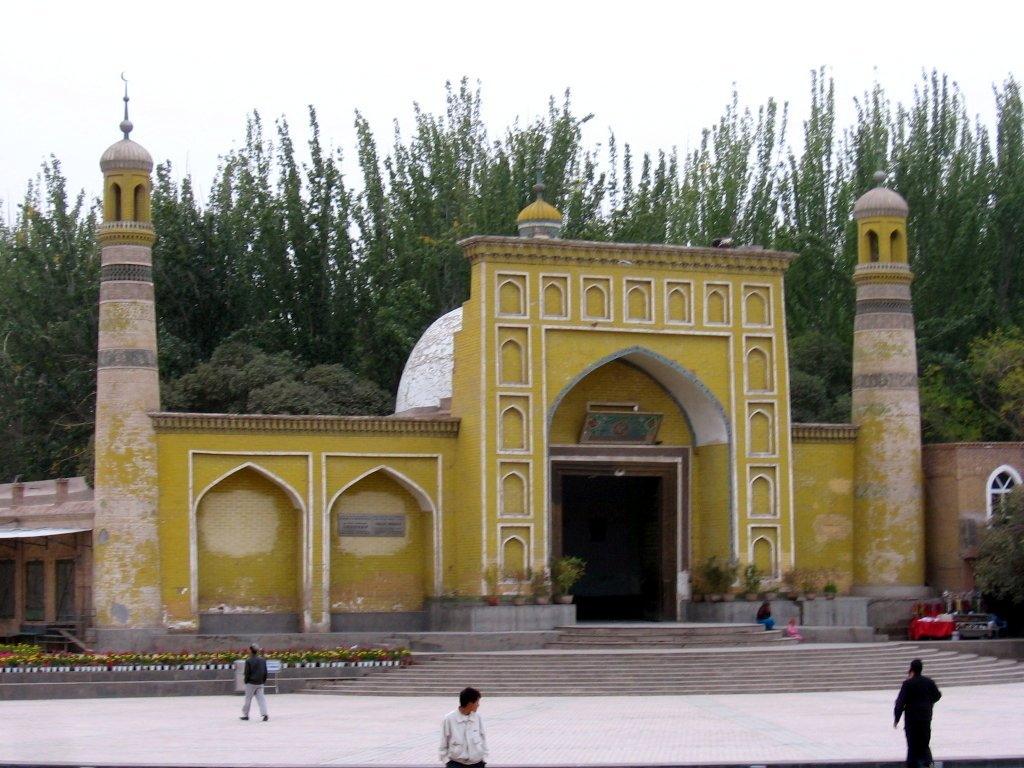
A mesquita Ide Cá: é a maior de toda a China. Foi construída em 1422 e ocupa uma área total de 16.800 m². A mesquita conta com uma madrassa com capacidade para 400 estudantes bem como banhos públicos que podem albergar mais de 100 pessoas.
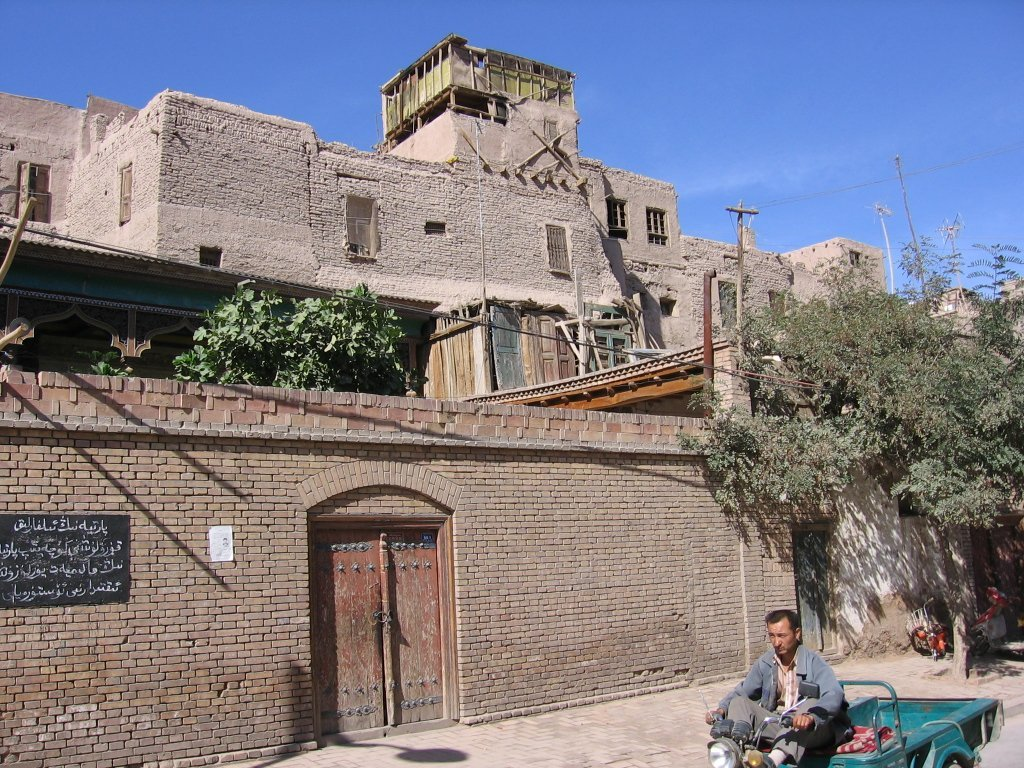
O túmulo de Apaque Coja: situado a 5 km do centro é um dos lugares mais sagrados de Sinquião. É um edifício de ladrilhos que alberga o túmulo de cinco gerações da família de Apaque Coja, considerado por muitos uigures muçulmanos como um profeta a quem apenas supera em importância o próprio Maomé. O mausoléu foi construído em 1640 e reconstruído em 1795. A oeste do mausoléu há uma mesquita que se utiliza nas festividades religiosas para orar antes de fazer as homenagens ao túmulo do profeta.
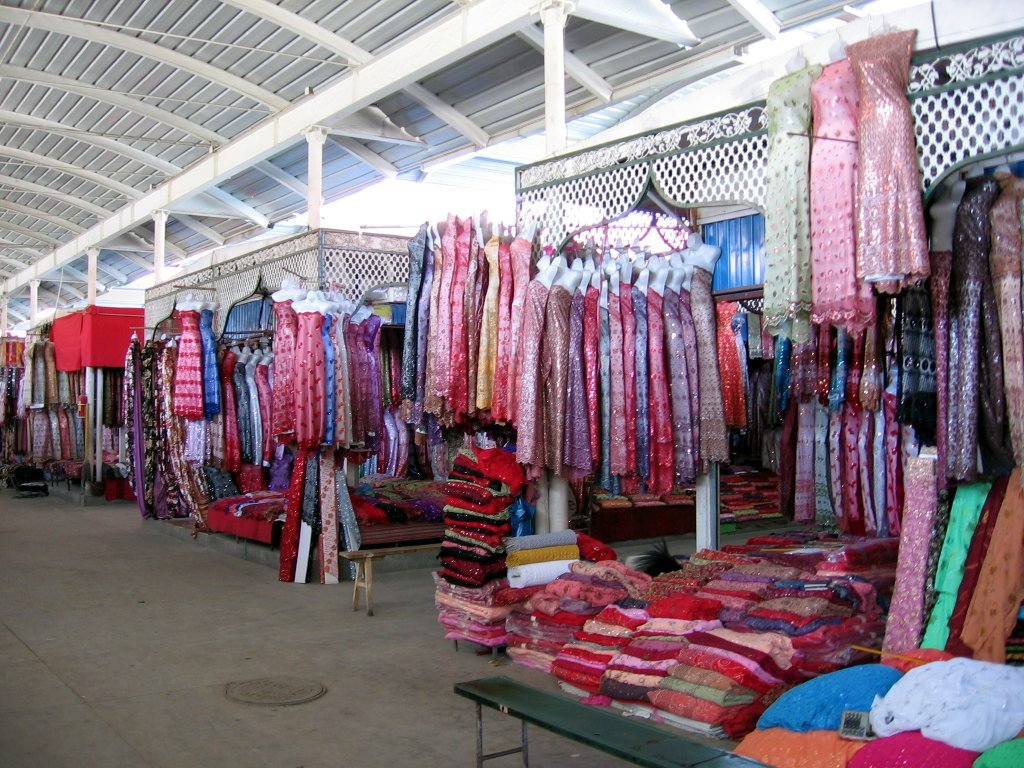
Bazar
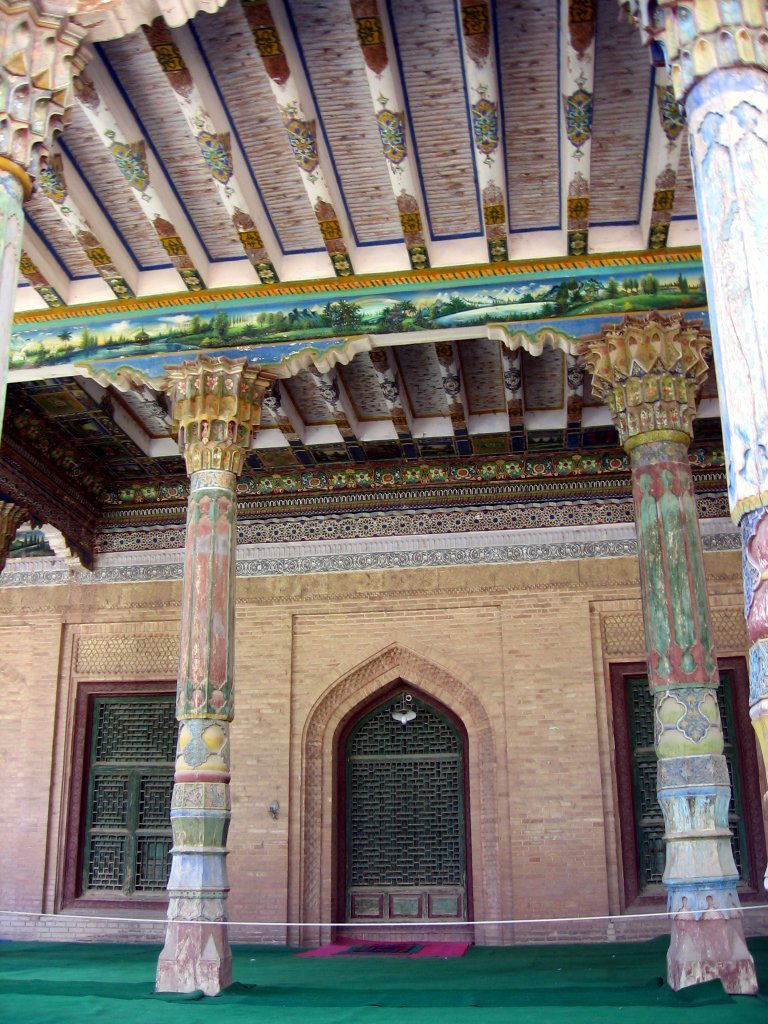
Pórtico do túmulo de Apaque Coja (Apakh Hoja)
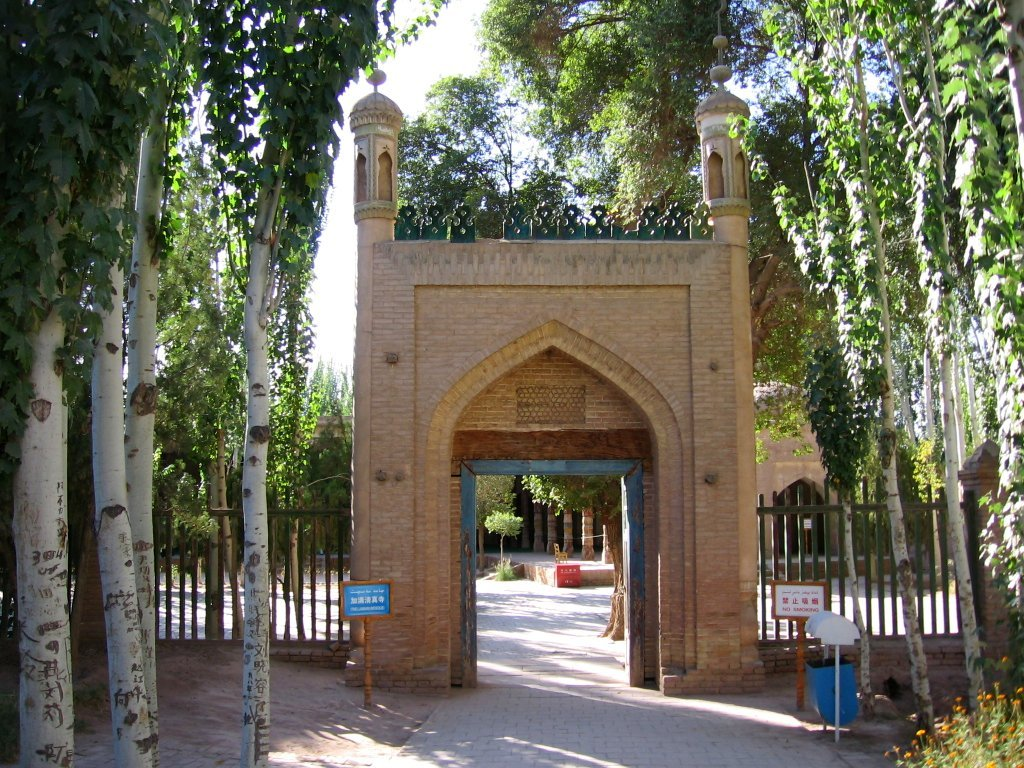
Jardins do túmulo de Apaque Coja (Apakh Hoja)

- A estátua de Mao Zedong: com uma altura de 18 metros, é a maior estátua do antigo líder comunista na China.
- Parque do Povo: Localizado em frente a estátua de Mao Zedong, é um dos principais pontos de lazer da cidade, possuindo um lago artificial, pavilhões, um palácio cultural em estilo uigur, parques infantis, pomares, um zoológico e uma pista de patinação.[5]